# Temple de Vénus Genitrix
Ne doit pas être confondu avec Temple de Vénus et de Rome.
Pour un article plus général, voir Forum de César.
Le temple de Vénus Genitrix (en latin : Templum Veneris Genetricis) est un temple romain dédié à la déesse romaine Vénus, fondatrice légendaire de la gens Iulia.
Sa conception est promise par Jules César en 48 av.J.-C. peu avant la bataille de Pharsale qui l'oppose à son rival Pompée le Grand en échange de la victoire. Il est alors intégré au forum de César, premier des forums impériaux de Rome, dont les travaux ont déjà commencé. Il est dédié à la déesse le 26 septembre 46 av. J.-C. par Jules César. Il bénéficie de plusieurs campagnes de reconstruction et de restauration sous les règnes des empereurs Domitien, Trajan et Dioclétien. Il est définitivement fermé au IVe siècle. Au Moyen Âge, le secteur du temple devient une zone de culture.
À partir du XVIe siècle, des travaux de réhabilitation sont entrepris. Des fouilles archéologiques sont confiées à Corrado Ricci à partir de 1930 à la demande de Benito Mussolini lors de l'aménagement de la Via dell'Impero. De nouvelles fouilles archéologiques sont menées dans les années 1990. Un plan du temple est créé en 2000. Les fragments découverts lors des différentes fouilles sont conservées dans différents musées de Rome.
Le temple est octostyle d'ordre corinthien. Il repose sur un podium en opus caementicium. La façade comprend huit colonnes et neuf colonnes sur chaque côté, toutes corinthiennes. Il est pourvu de décorations sur le thème de la mer.

## Contexte général et localisation
Jules César souhaite construire un nouveau forum destiné à devenir le nouveau centre politique de Rome pour compléter le Forum Romain. Le site choisi se situe au nord de la Curie bordé par le Forum Romain et la colline du Capitole.
Les dimensions choisies sont importantes 150 m de longueur pour 75 m de largeur. Une double galerie à colonnes entoure le forum. Deux accès permettent d'accéder à ce nouveau forum : l'Argilète pour le sud-est et le clivus Argentarius pour le sud-ouest. Pour Jules César, son forum doit servir pour l'exercice de la justice et de l'administration, et non pour les négociations commerciales qui se déroulent au Forum Romain.
Lors de la guerre civile qui l'oppose à Pompée le Grand, Jules César affronte son rival à la bataille de Pharsale en 48 av. J.-C.. Pour remporter la victoire, il fait le vœu de la construction d'un temple dédié à Vénus Genitrix considérée comme la fondatrice légendaire de la gens Iulia et la mère d'Énée. Après sa victoire, il choisit donc de dédier un temple sur son nouveau forum en l'honneur de Vénus Genitrix.
Le temple est placé au fond du forum à l'extrémité nord-ouest de la place centrale du forum de César dans l'axe de symétrie du complexe et face à la statue équestre de Jules César pour former une sorte d'« axe sacré »,. Le temple ferme un des côtés du forum.
| Plan des forums impériaux |
| --- |
| \| Porticus · Curva Porticus Purpuretica Secretarium · Senatus Forma Urbis Temple de la · Ville Sacrée Bibliothèque Vicus Cuprius Arc de · Trajan Arc de · Drusus Arc de · Germanicus Porticus · Absidata Quadrige Statue équestre Forum de Trajan Marchés de Trajan Bibliothèque Colonne · trajane Basilique · Ulpia Basilique · Argentaria Temple · de Mars · vengeur Temple de · Minerve Temple · de la Paix Forum de César Temple de · Vénus · Genitrix Atrium · Libertatis Statue équestre Forum Romanum Curie · Julia Basilique · Aemilia Subure Argilète Forum · de Nerva Forum · d'Auguste Forum · de la Paix \| |
| Porticus · Curva Porticus Purpuretica Secretarium · Senatus Forma Urbis Temple de la · Ville Sacrée Bibliothèque Vicus Cuprius Arc de · Trajan Arc de · Drusus Arc de · Germanicus Porticus · Absidata Quadrige Statue équestre Forum de Trajan Marchés de Trajan Bibliothèque Colonne · trajane Basilique · Ulpia Basilique · Argentaria Temple · de Mars · vengeur Temple de · Minerve Temple · de la Paix Forum de César Temple de · Vénus · Genitrix Atrium · Libertatis Statue équestre Forum Romanum Curie · Julia Basilique · Aemilia Subure Argilète Forum · de Nerva Forum · d'Auguste Forum · de la Paix       |

## Histoire

### République romaine

Vue du Forum Romain.

À partir de 54 av. J.-C., Jules César projette de construire un nouveau forum au nord du Forum Romain, dans une zone déjà occupée par des édifices privés. Il commence donc par racheter les terrains pour une somme comprise entre 60 000 000 et 100 000 000 sesterces, initialement jusqu'à l'Atrium Libertatis. Cette opération est confiée à Cicéron, elle est longue et les travaux ne peuvent débuter qu'en 51 av. J.-C.,. En 48 av. J.-C., après sa victoire lors de la bataille de Pharsale qui l'oppose à Pompée, Jules César voue un temple à Vénus en échange de la victoire. Le temple est alors ajouté au forum. Les gros œuvres se terminent en 46 av. J.-C. , puis le temple est inauguré le 26 septembre 46 av. J.-C., à l'issue des quatre jours de triomphe que Jules César célèbre après sa victoire à Thapsus,,. Le temple est définitivement achevé par Octave, après la mort du dictateur,,.

### Empire romain
En 80, la zone est endommagée par le feu. L'empereur Domitien commence probablement à le reconstruire, mais c'est sous Trajan que le temple est à nouveau reconstruit, en parallèle des travaux d'excavation de l'ensellement entre le Capitole et le Quirinal commencés sous Domitien afin d'aménager l'espace nécessaire à la construction du forum de Trajan. Toutes les structures de la zone sont altérées, le forum est agrandi vers l'ouest et certaines disparaissent comme l'Atrium Libertatis et d'autres sont modifiées et adaptées à la nouvelle topographie comme le temple de Vénus. Ce dernier est de nouveau consacré le 12 mai 113, en même temps que la colonne Trajane,,. La reconstruction du temple semble avoir été totale puisque aucun vestige de l'époque césarienne ne nous est parvenu, contrairement aux portiques du forum.
Après un nouvel incendie sous le règne de Carin en 283 qui détruit la basilique Julia, la Curie, le Graecostadium et le temple de Saturne, une importante campagne de restauration est lancée sous Dioclétien, entre la fin du IIIe et le début du IVe siècle qui permet la rénovation du temple de Vénus,. La façade du temple est comblée par un mur de brique laissant les colonnes à demi-engagées. De part et d'autre du podium du temple, des passages voûtés percés dans le mur qui se prolonge jusqu'aux portiques permettent de circuler tout autour du temple,. Le péristyle et l'abside du temple sont reconstruits à la même époque. Les trois colonnes encore visibles appartiennent à cette restauration.
Le temple est encore utilisé au IVe siècle, mais ferme lors de la persécution des païens à la fin de l'empire romain.
|                                 |
| Jules César, premier bâtisseur. |

|                                                          |
| Auguste, pour la fin des travaux au Ier siècle av. J.-C. |

|                                       |
| Domitien, restaurateur au Ier siècle. |

|                                            |
| Trajan, second restaurateur au IIe siècle. |

|                                                                      |
| Dioclétien, restaurateur à la fin du IIIe et au début du IVe siècle. |

### Moyen Âge et époque moderne
Après la chute de l'Empire romain d'Occident, au VIe siècle, le secteur commence à être abandonné, des débris et des déchets sont stockés sur place.
Au IXe siècle, les dalles au sol sont supprimés pour y permettre l'installation de cultures et de maisons pauvres construites en argile et avec des matériaux de récupération dans la zone. Ce phénomène s'amplifie jusqu'au XIIe siècle.
Des travaux de réhabilitation sont entrepris à partir du XVIe siècle. Deux campagnes de restauration sont donc réalisées par les architectes italiens Antonio Abaco en 1552 et Andrea Palladio en 1570.

## Description
Son architecture général ressemble à celle du temple de Mars vengeur et du temple de Minerve sur le forum de Nerva,. Les chapiteaux et l'entablement ont de fortes ressemblances avec la colonnade du forum de Nerva, le Panthéon et le temple de Vespasien.
L'espace situé derrière le temple, vallonnée à l'origine, est pavé et doté d'escaliers qui permettent l'accès au forum de César. Le mur arrière est décoré.
Deux arcs monumentaux relient chaque côté du temple à la colonnade du forum qui lui fait face.
|                                     |
| Depuis la Terrazza delle Quadrighe. |

|                                 |
| Depuis l'ascenseur panoramique. |

|                                                |
| Depuis les vestiges du temple de Junon Moneta. |

|                                                                           |
| Vue de la cella depuis l'ancienne entrée du temple sur le forum de César. |

### Extérieur du temple

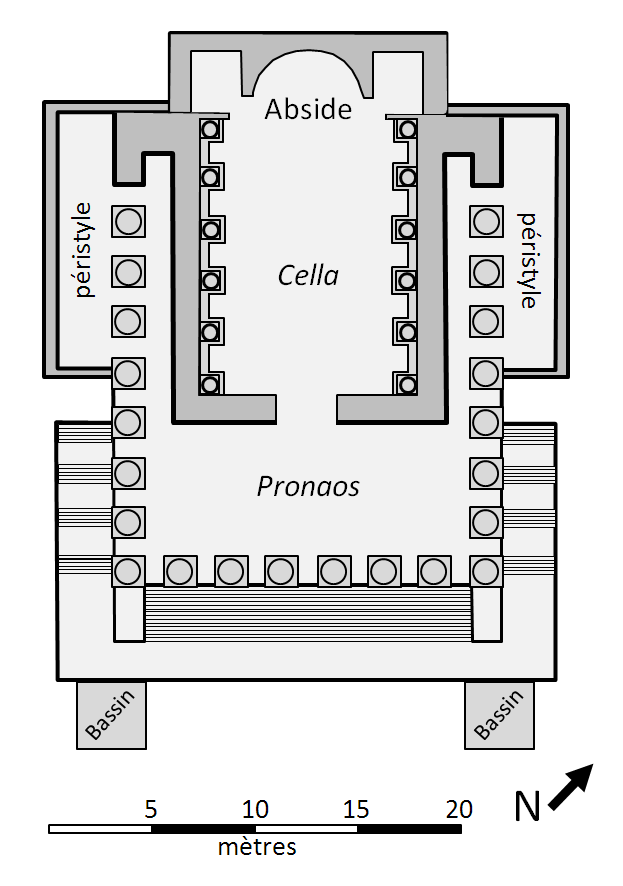
Plan du temple.

Vue extérieure du temple depuis l'un des côtés.

Le temple, dont l'un des objectifs est d'impressionner les visiteurs, se dresse sur un podium en opus caementicium entièrement recouvert de marbre, est octostyle, corinthien, pycnostyle comme le mentionne l'architecte romaine du Ier siècle av. J.-C. Vitruve et périptère sine posticus, c'est-à-dire qu'il dispose de huit colonnes corinthiennes en façade et neuf sur les côtés, séparées entre elles d'un espace égal à une fois et demi leur diamètre,,,.
La disposition architecturale monumentale est revendiquée par Jules César lui-même lorsque, contrairement à l'usage, il reçoit le Sénat sur le forum, installé assis en avant du temple (pro aede Veneris Genetricis, tel un dieu vivant,. Ce geste, qui révèle clairement les ambitions absolues du dictateur, lui vaudra d'être particulièrement impopulaire auprès des sénateurs, jusqu'à son assassinat aux Ides de mars 44 av. J.-C..
Les décorations situées entre 50 pieds et 60 pieds sont très détaillées et finement réalisées, mais elles restent peu visible à cette hauteur. Des élements tels que des coquillages, des dauphins et des tridents y sont représentés, ainis que des divinités regroupés autour de Vénus sortant de la mer, avec à sa gauche le dieu de la guerre et son époux Mars et à sa droite Énée. À chaque extrémité du fronton, des putti sont représentés.
Le podium du temple est haut afin de donner une impression de position dominante, mais sans un grand escalier central pour y accéder. Le centre de celui-ci date de l'époque de Jules César, celui-ci s'étend vers l'arrière du bâtiment afin de soutenir l'abside. L'accès au podium se fait par deux escaliers étroits de chaque côté du temple qui mènent à un palier, puis de ce dernier un large escalier mène au pronaos, puis à la cella,. Deux hypothèses permettent d'expliquer l'étroitesse du moyen d'accès : soit une considération esthétique ou soit le faible nombre de personnes autorisé à accéder au temple.
En avant du podium se trouvent deux bassins sur lesquels les historiens ont souvent pensé que se trouvaient les statues des Appiades (nymphes) de Stéphanos mentionnées par Ovide mais il s'avère que celles-ci étaient en fait placées dans l'Atrium Libertatis d'après Pline l'Ancien. Autour du pronaos, deux colonnes sont alignées avec les murs de la cella. Les colonnes situées de chaque côté s'ouvrent sur des terrasses.
Selon les principes développés par Vitruve, le mur du fond est aveugle, probablement posé contre la muraille Servienne pendant une période donnée jusqu'à la construction du forum de Trajan,. Le style « italique » s'applique à l'arrière du temple où les colonnes ne portent pas la cella.

### Intérieur du temple

#### Époque césarienne
Le temple de Vénus est l'un des premiers de ce type,.
De l'époque de Jules César, les archéologues estiment que les principaux matériaux utilisés sont le marbre et la pierre de stuc locale. Nous ne connaissons pas précisément le revêtement de la partie inférieure des murs. Les archéologues avancent l'hypothèse de la présence de pilastres d'angle et de dalles simples. Les côtés de la cella ne devaient sans doute pas être décorés du fait de la présence d'absides latérales. Il n'est pas possible de savoir si à l'époque de Jules César, le temple bénéficiait de niches entre les colonnes. La partie avant de la cella devait être décorée par des dessins en l'honneur de Vénus et au fond de cette dernière cella se dresse la statue de culte dédiée à Vénus et réalisée par Arcésilas,.

#### Restauration trajanienne

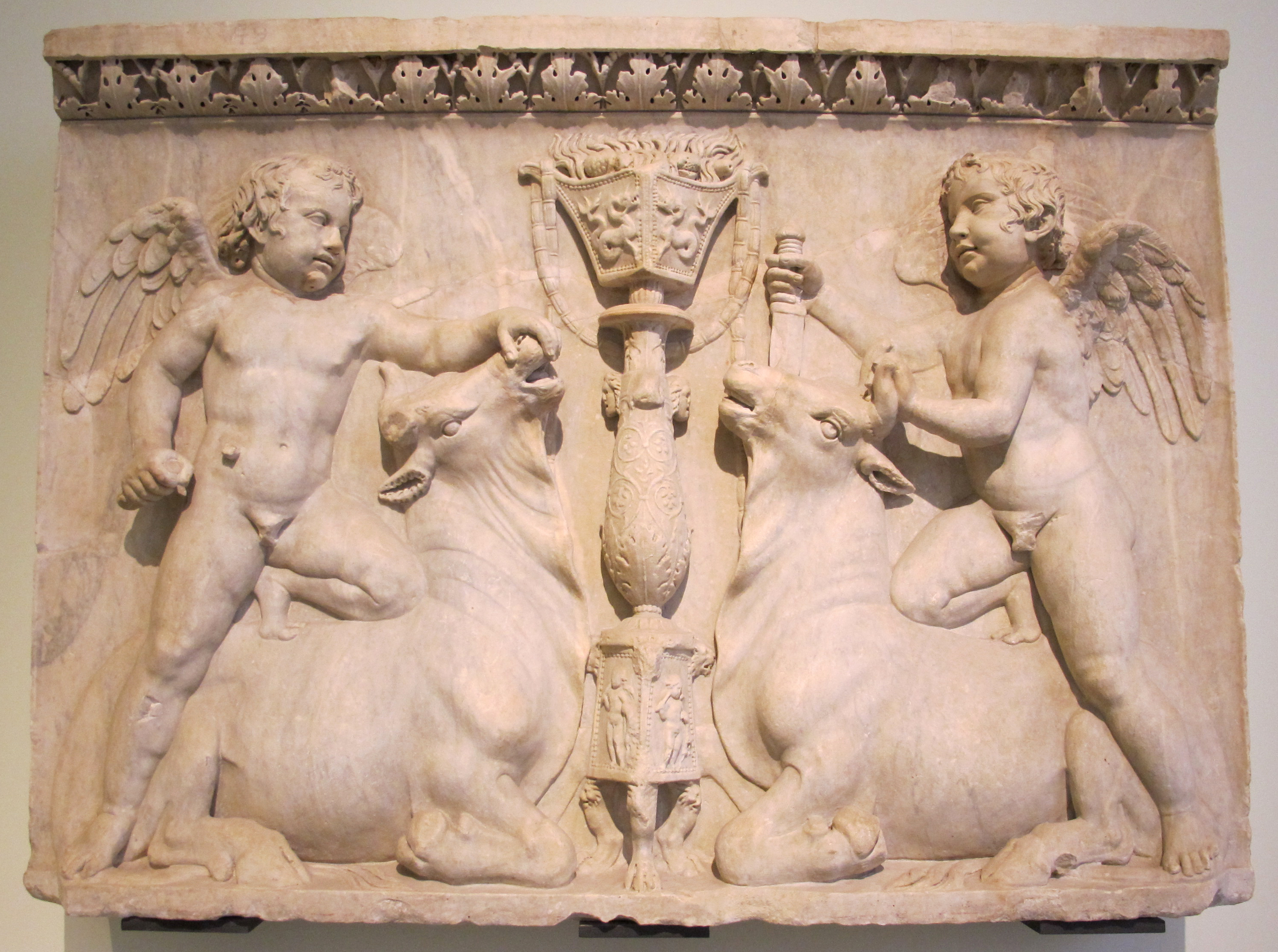
Relief reconstitué du temple représentant deux Érotes tauroctones de part et d'autre d'un candélabre.

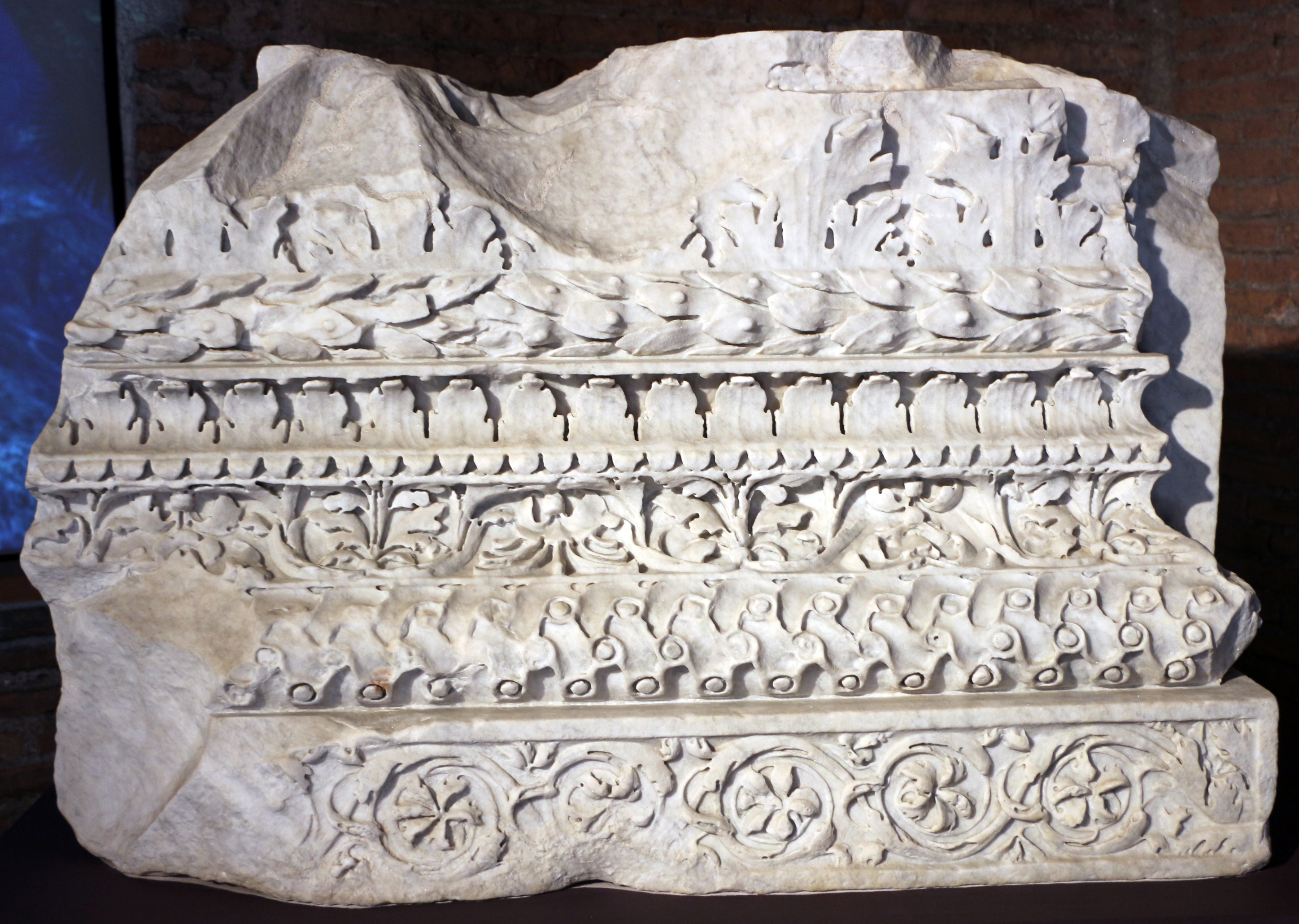
Base de pilastre comportant des feuilles de vigne.

Après la restauration de Trajan, la décoration intérieure est entièrement refaite à cette époque en marbre blanc du Proconnèse et de Carrare. Deux rangées de colonnes superposées de giallo antico ornent les murs intérieurs latéraux de la cella,,. Des briques de marbre rouge sont également présentes. Deux inscriptions sont découvertes sur celles-ci : CPO[---] et [---]TIF. En 1947, H. Bloch propose de développer ces deux inscriptions sous la forme  C . PONTI . F. (C. Ponti Felicis).
La peristasis est également refaite et les colonnes soutiennent un entablement, réalisé en marbre de Carrare, dont l'architrave est décorée de nombreuses figures conservées aux musées du Capitole représentant des Érotes, créatures associées à Vénus,,.
Dans l'espace entre les colonnes, les niches comportent des reliefs sur le thème de l'amour inspiré de l'époque césarienne. Chaque Érote dessiné dans le temple porte un attribut d'un dieu romain. Deux reliefs nous sont partiellement parvenus : le premier est composé de deux fragments d'Érotes séparés par un candélabre central et le deuxième des Érotes de dos. Sur chacun des reliefs, les Érotes sont assis sur la croupe d'un taureau sacrificiel. Ces deux reliefs devaient faire partie d'un ensemble comportant un troisième relief composé de deux Érotes séparés par un candélabre central, ce qui donnerait la vue d'ensemble suivante : le relief central au milieu entouré de chaque côté par un relief. Un autre relief en partie reconstitué représente un Érote tenant une guirlande dans sa main gauche et un ruban sinueux dans sa main droite, mais la taille du relief qui ne tient pas entre les pilastres ne permet pas de définir sa localisation dans le temple. Les hypothèses émises par les archéologues pour re dernier relief est qu'il devait comporter trois Érotes et deux guirlandes sur sa longueur totale.
La cella est à l'époque couverte par une voûte. Les angles nord-ouest et sud comportent des pilastres en travertin. La cella comporte une frise qui représente les attributs des principaux dieux comme le cratère pour Bacchus, le carquois pour Diane et Apollon ou encore le bouclier avec une tête de Gorgone pour Minerve. Du butin de guerre et des figures d'Amours jouant ensemble sont également représentés. Les murs sont ornés de panneaux de marbre sur lesquels figure un décor aux motifs dionysiaques composés de grappes de raisin et de vignes.
Une base de pilastre proche de l'abside comporte des feuilles de vigne dans lesquelles se cachent de petits animaux.
|                                                |
| Fragment et reconstitution des Érotes séparés. |

| |
| Fragment et reconstitution d'un Érote tenant un ruban dans sa main droite et une guirlande dans sa main gauche. |

|                                  |
| Agrandissement sur la guirlande. |

|                                                             |
| Architrave du temple exposée au musée des Forums Impériaux. |

|                                             |
| Fragment d'Érotes (architrave de la cella). |

#### Musée antique
À l'époque antique, le temple sert aussi de lieu d'exposition pour des œuvres d'art de contemporains de Jules César comme la statue de culte de Vénus genitrix d'Arkesilaos, une statue en bronze doré de la reine égyptienne Cléopâtre VII ou des tableaux du peintre grec Timomaque représentant Médée et Ajax et payés 80 talents par le dirigeant romain, mais également des gemmes,,. Du temps de Pline l'Ancien, le temple comporte de nombreux autres objets comme six dactylothecae (des pierres précieuses taillées) et une cuirasse consacrée par César à Vénus ornée de « perles de Bretagne »,.
Des socles où sont mentionnées des écritures laissent supposer la présence d'autres statues disparues à ce jour comme celle dédiée par les habitants de la ville de Sabratha en 138 à la femme de l'empereur Hadrien Sabine ou celle rendant hommage vers 408 au préfet Nicomachus Flavianus à l'époque de l'empereur Arcadius.

## Historiographie et archéologie

### Historiographie

#### Époque antique
Le premier à mentionner le temple de Vénus et le forum de César est l'homme d’État romain et orateur du Ier siècle av. J.-C. Cicéron lors de sa correspondance avec son ami Atticus en 54 av. J.-C.. Pline l'Ancien, écrivain et naturaliste romain du Ier siècle, évoque dans son Histoire naturelle l'achat des terrains nécessaires à la construction du forum, mais pour une somme plus élevée que Cicéron.
Ovide, poète romain du Ier et du Ier siècle, et Pline l'Ancien sont en désaccord sur l'emplacement des statues des Appiades. La recherche historique donnant raison à Pline l'Ancien.
Plus tard, Suétone, haut fonctionnaire romain de la fin Ier siècle et du début du IIe siècle mentionne le temple de Vénus dans son œuvre Vie des douze Césars en relatant l'épisode de la réception du Sénat par Jules César installé au milieu du podium du temple nouvellement construit et du prix élevé de l'achat des terrains,. Sous le règne de Trajan, en 113, les Fastes d'Ostie mentionnent la restauration et l'inauguration du temple.

#### Époques moderne et contemporaine
En 1936, Olindo Grossi dans son article « The Forum of Julius Caesar and the Temple of Venus Genitrix » évoque le fait que les publications des années 1920 et du début des années 1930 traitent peu du temple alors qu'une campagne de fouilles est organisée pendant cette période. Il mentionne également la faiblesse des données sur le temple et le forum dans les revues scientifiques de l'époque. Il critique les restaurations réalisées par les architectes italiens du XVIe siècle Antonio Abaco en 1552 et Andrea Palladio en 1570.
En 1991, Carla Maria Amici publie une monographie dénommée Il Foro di Cesare, ouvrage de référence sur le forum de César et sur les éléments qui le constitue. Elle s'appuie en partie sur les travaux menés par l'ingénieur hongrois Alfréd Bardon au début des années 1930 lors de la découverte du forum.
|                                                                     |
| Gravure produite en 1580 par Bernardo Gamucci et Thomaso Porcacchi. |

|                                                                     |
| Gravure de Giovanni Battista de' Cavalieri réalisée au XVIe siècle. |

|                                                       |
| Gravure de Giacomo Lauro réalisée entre 1612 et 1621. |

| |
| Peinture de Giovanni Paolo Panini intitulée An architectural capriccio with figures among Roman ruins et réalisée au XVIIIe siècle. |

|                                                      |
| Gravure de Louis-Joseph Le Lorrain réalisée en 1747. |

### Archéologie

#### Avant les années 1930
Les Fastes d'Ostie, documents épigraphiques romains découverts à Ostie, mentionnent les travaux de reconstruction effectués par l'empereur Trajan au début du IIe siècle.

#### Années 1930
Une campagne de fouilles est organisée sous Benito Mussolini entre 1930 et 1932. Elle est dirigée par Corrado Ricci, permettant de remettre au jour des vestiges du temple à l'occasion des travaux d'aménagement de la Via dell'Impero. La documentation graphique des fouilles est faite par l'ingénieur hongrois A. Bardon et est conservée à la Ripartizione del Comune di Roma. Seul le tiers de la surface du forum est alors dégagé, le secteur ouest où se situe le temple étant la partie la plus excavée. Des fragments de marbre blanc de l'époque césarienne y sont découverts provenant d'une architrave décorée de deux baguettes entourée par une astragale, d'un chapiteau corinthien et d'une base d'un chapiteau attique. Les fouilles menées en 1932 ont été photographiées et conservées au palais Braschi. Les matériaux découverts étant conservés aux musées du Capitole. Les documentations graphiques et photographiques d'A. Bardon, ainsi que les archives d'Antonio Maria Colini ne permettent pas de donner une cohérence des murs romains découverts. Entre 1932 et 1934, des tentatives de reconstruction sont entreprises.
En 1936, les fouilles archéologiques du site ne sont encore que partielles. Du temple, il ne reste que le cœur du podium et de nombreux fragments de l'architrave et du fronton sont présents au sol. Seules trois colonnes ont pu être reconstituées, les parties manquantes ayant été comblées par de la brique. L'anastylose réalisé en 1934 diffère également des indications fournies par Vitruve sur la hauteur des colonnes pour ce type de temple, ce qui amène à une différence de hauteur de 44 cm entre la reconstitution et les indications antiques.

#### Après les années 1930

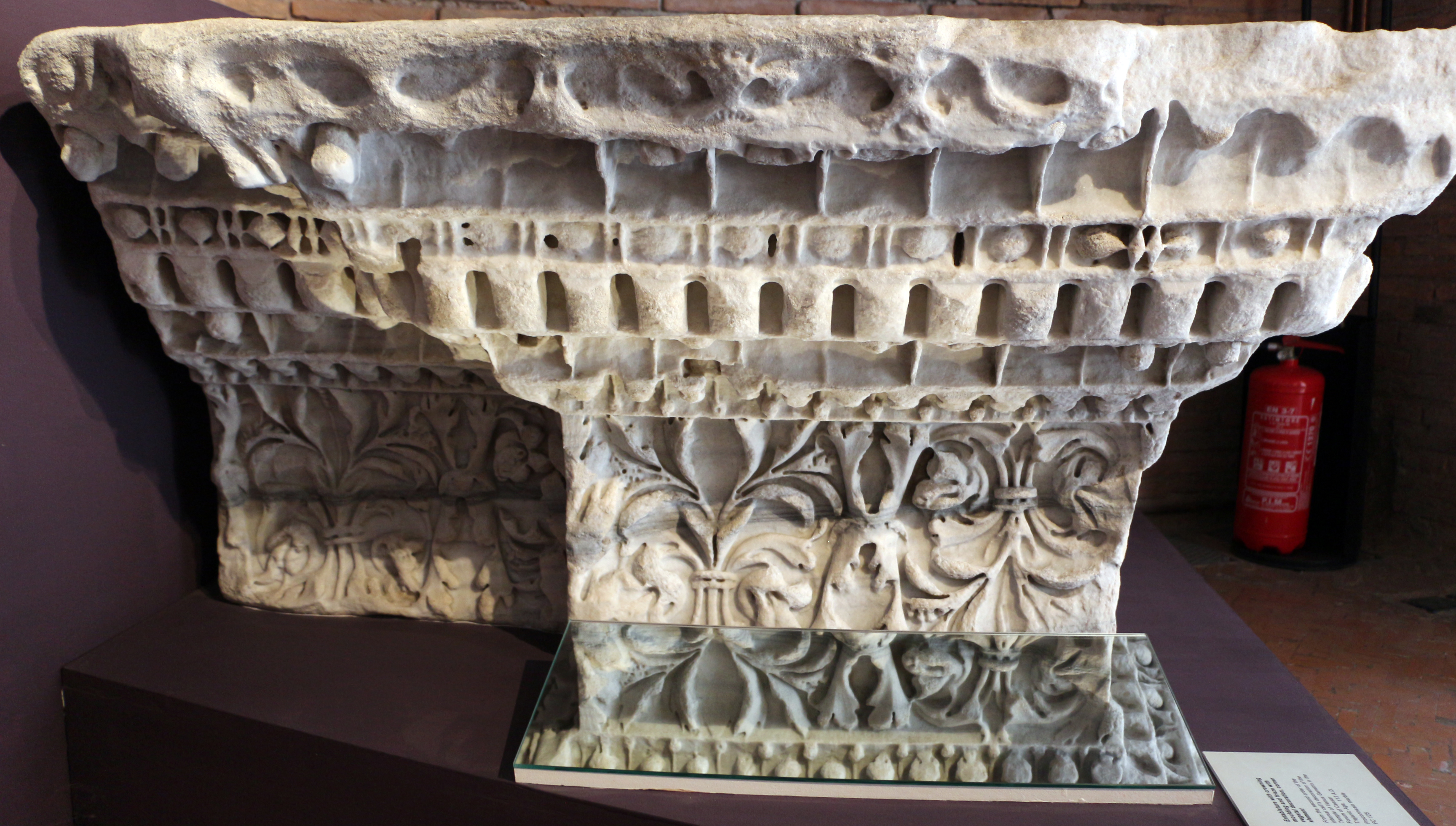
Entablement du temple en marbre du Proconnèse.

Les nouvelles fouilles archéologiques menées dans les années 1990 portent principalement sur le secteur sud-est du forum, à l'opposé du temple.
En 2000, les trois colonnes de la peristasis sont rénovées. Un plan est également créé pour l'occasion à l'échelle 1/50e comprenant également les colonnes (1/20e) et l'entablement (1/10e), puis une maquette en trois dimensions du temple à l'époque de Trajan et enfin une représentation en perspective axonométrique réalisée par la société Inklink. Toujours au cours des années 2000, avant d'être déplacé au musée des forums impériaux pour son inauguration le 18 octobre 2007, des fragments de marbre sont à nouveau examinés. Les fragments sont alors triés par objet et par type. Ce nouvel examen a permis de faire des découvertes sur la décoration du temple et des arcades.
Massimo Vitti a daté une partie des fragments qu'il a analysés du début du règne d'Hadrien. Une incertitude de datation demeure pour les éléments en marbre du Proconnèse. Des fragments comportant des animaux fantastiques, peut-être des griffons, continuent d'être étudiés.
Les musées du Capitole conservent aujourd'hui une partie des Érotes découverts. Les vestiges de la décoration sculptée de l'époque de Trajan sont eux exposés dans les boutiques du forum.
|                           |
| Éléments présents au sol. |

|                                        |
| Vue d'ensemble des vestiges du temple. |

|                                                    |
| Vestiges du podium vus depuis l'arrière du temple. |

|                                        |
| Détails des chapiteaux et de la frise. |

#### Sources antiques
- Cicéron, Lettre à Atticus (lire sur Wikisource).
- Pline l'Ancien, Histoire naturelle (lire sur Wikisource).
- Suétone, Vie des douze Césars (lire sur Wikisource).

#### Sources modernes

##### Ouvrages généraux
- Cécile Breffort, Rome : Guide des sites archéologiques de la ville éternelle [« Roma, Guida ai siti archeologici delle città eterna »], Paris, Gründ, 2000 (ISBN 2-7000-3424-4). .
- Filippo Coarelli (trad. Roger Hanoune), Guide archéologique de Rome, Paris, Hachette, 1994, 349 p. (ISBN 2-01-235113-1). .
- Luc Duret et Jean-Pierre Néraudau, Urbanisme et métamorphoses de la Rome antique, Paris, Les Belles Lettres, 2010, 2e éd. (1re éd. 1983), 446 p. (ISBN 978-2-251-33832-3). .
- (en) Lawrence Richardson, The New Topographical Dictionary of Ancient Rome, Baltimore, Johns Hopkins University Press, 1992 (ISBN 0801843006, lire en ligne), p. 166-167. .

##### Ouvrages sur le forum de César
- (it) Lucrezia Ungaro, Marina Milella et Massimo Vitti, Il sistema museale dei Fori Imperiali e i Mercati di Traiano, Milà, Mondadori Electa, 2004 (lire en ligne).
- (it) R. Meneghini et R. S. Valenzani, « Il Foro di Cesare : nuovi dati da scavi e studi recenti », Scienze dell'Antichità, no XVI,‎ 2010

##### Ouvrages sur le temple de Vénus Genitrix
- (hu) Alfréd Bardon, A Venus Genetrix Templom Ròmabàn, Szerzo-Kiadasa, 1940.
- (it) Maria Floriani Squarciapino, « I pannelli decorativi del Tempio di Venere Genitrice », MonAnt,‎ 1950, p. 61-118.
- (en) Olindo Grossi, « The Forum of Julius Caesar and the Temple of Venus Genitrix », Memoirs of the American Academy in Rome, vol. 13,‎ 1936, p. 215-220 (ISSN 0065-6801, lire en ligne, consulté le 26 août 2022). .
- (it) Patrizia Maisto et Massimo Vitti, « Tempio di Venere Genitrice : nuovi dati sulle fasi costruttive e decorative », Bullettino della Commissione Archeologica Comunale di Roma, vol. 110,‎ 2009, p. 31-80 (ISSN 0392-7636, lire en ligne, consulté le 28 août 2022). .
- (it) Marina Milella, Il tempio di Venere Genitrice e le novità archeologiche sul Foro di Cesare, Roma, Museo dei Fori Imperiali, 2008.
- (it) Massimo Vitti, « Le pavimentazioni in marmo del tempio di Venere Genitrice », dans Atti dell’xi Colloquio dell’Associazione Italiana per lo Studio e la Conservazione del Mosaico (Ancona, 2005), Tivoli, 2006, p. 265-276.